# 마오쥔제
마오쥔제(중국어: 毛俊杰, 병음: Máo Jùnjié, 한자음: 모준걸, 1983년 11월 21일 ~ )는 중국의 배우이다.

## 출연작

### 드라마
- 2014년 후난위성텔레비전 금응독파극장 《심천합조기》 - 후리리 역
- 2014년 장시 위성 텔레비전 단독극장 《천금보모》 - 샤오마오마오 역
- 2014년 CCTV-1 제일특약극장 《천망행동》 - 뤄진진 역
- 2015년 동방 위성 텔레비전 동방극장  《미월전》 - 맹영 역
- 2015년 저장 위성 텔레비전 중국람극장 《화화》 - 천치엔치엔 역
- 2018년 망고 TV 웹드라마 《파리에서 생긴 일》 - 통페이후이 역
- 2020년 장쑤 위성 텔레비전 행복극장 《행복환희래고문》 - 류만옥 역
- 2021년 후난위성텔레비전 금응독파극장 《이상조요중국》 - 추모 역
- 2022년 베이징 텔레비전  품질극장 《빙설지명》 - 옌홍 역